# Luis Ortega
Luis Ortega (Buenos Aires, 12 de julho de 1980) é um cineasta e roteirista argentino.